# Ханаанська релігія

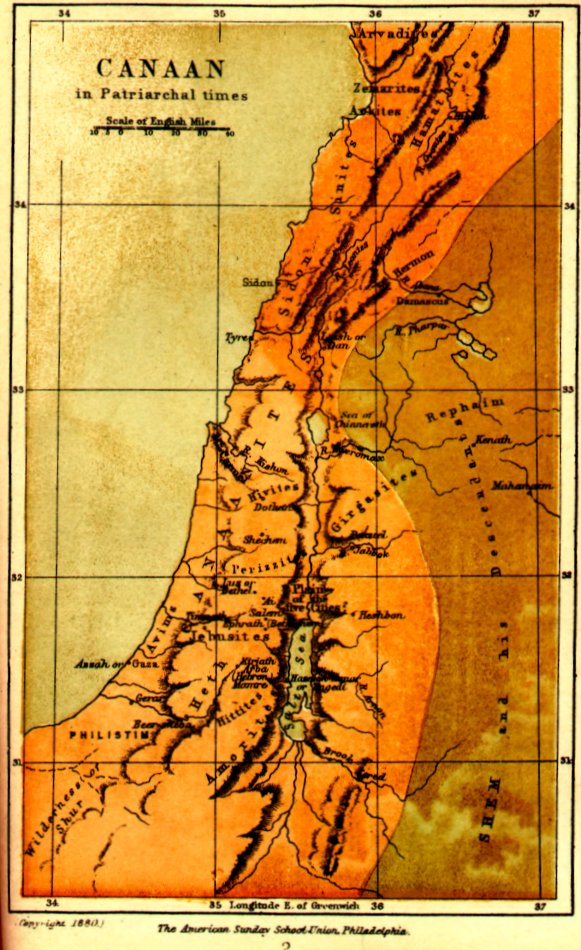
Ханаанська земля, до якої входять сучасні регіони Ізраїлю, Палестини, Лівану, Йорданії та Сирії. У часи існування ханаанської релігії, Ханаан був розділений на різні міста-держави

Ханаанська релігія — вірування, які сповідували ханаанці, мешканці стародавнього Леванта, в період принаймні з ранньої бронзової доби до перших століть нашої ери. Відноситься до групи давніх семітських релігій.
Ханаанська релігія була політеїстичною, а в деяких випадках генотеїстичною.

## Вірування

### Божества

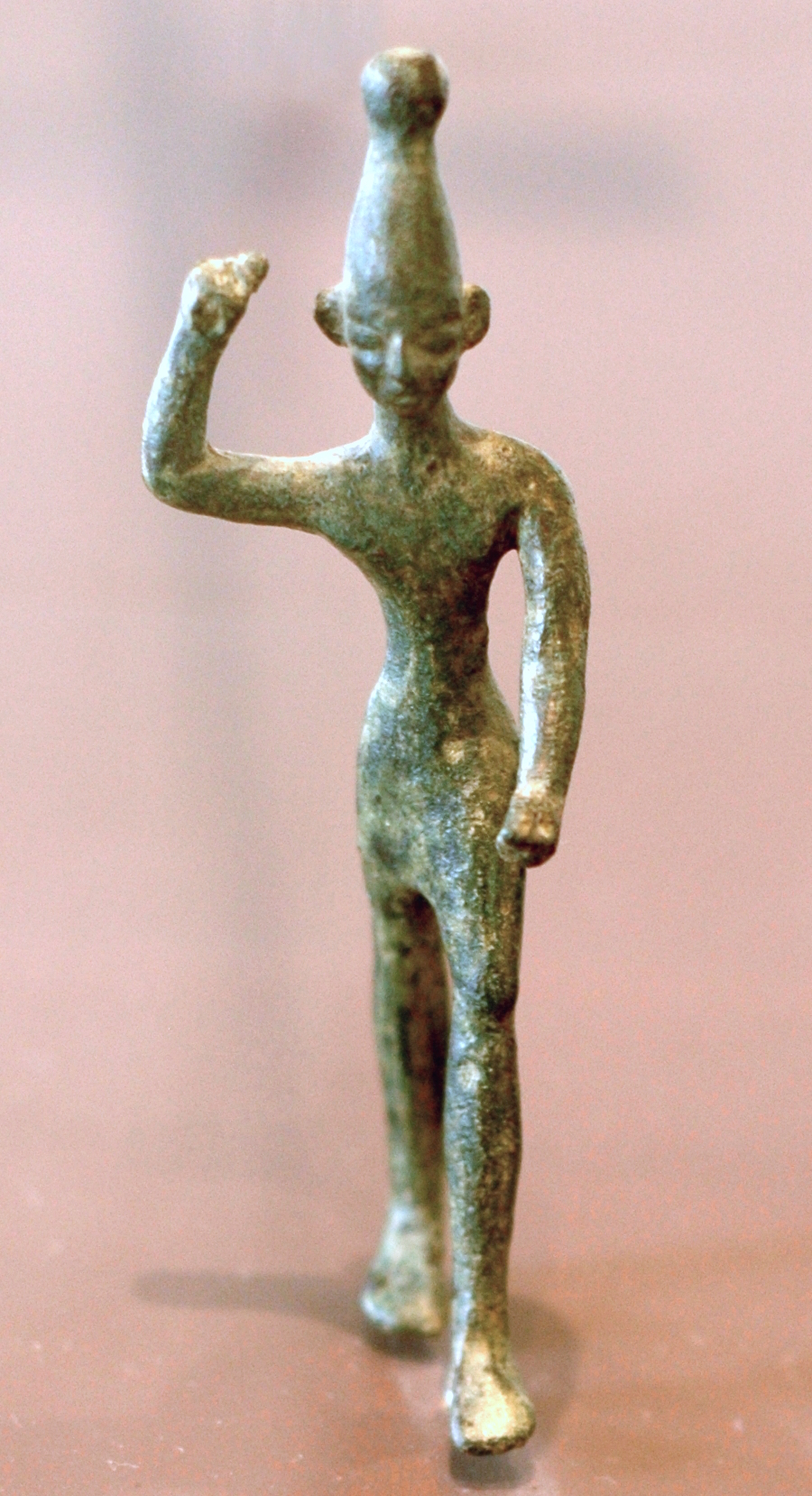
Баал з піднятою рукою, Статуетка 14—12 століття до н.е. Знайдена в Рас-Шамрі (Угарит), Лувр

Послідовники ханаанської релігії поклонялися величезній кількості богів, які розподілялися за чотирирівневою ієрархією на чолі з Елем та Ашерою. Повний список божеств:
- Аглібол[en] — бог місяця й брат Малакбела[en]. Є одним з трьох богів Пальміри разом із Белом[en] та Ярхіболом[en].
- Анат — незаймана богиня війни та міжусобиць, сестра та помічниця Баал-Хадада.
- Арсай[en] — богиня підземного світу, одна з трьох дочок Баал-Хадада.
- Арсу[en] — бог вечірньої зорі та брат близнюк Азіза.
- Аштар-Кімош — дружина Кімоша, богиня моавитян.
- Ашера — королева-дружина Еля (Угарит), Елькурінса (хетська міфологія), Ягве (релігія ізраїльтян), Амуру[en] (аморитська релігія), Ану (месопотамська релігія[en]) та Амма (релігія доарабської Аравії)[4]. Її символом був стовп Ашери[en] — відома в тогочасному Ханаані реліквія.
- Ашима[en] — богиня долі.
- Атаргатіс — дружина Баал-Хадада, богиня родючості та головна богиня північної Сирії.
- Астар — бог ранкової зорі («син ранку»), який намагався зайняти місце покійного Ваала. Чоловіча іпостась Астарти.
- Азіз — бог ранкової зорі, брат близнюк Арсу[en].
- Ваала — дружина або жіноча іпостась Ваала (також Тамуз)[5].
- Ваалат Гебал[en] — богиня міста Бібл.
- Ваал Хадад — «повелитель блискавки», бог бурі, грому та блискавки. Цар богів. У битві використовує дві бойові булави: «Кермувач» та «Переслідувач». Часто згадується як Баалшамін[6].
- Баал Гермон — місцеве божество гори Гермон.
- Баал Хамон[en] — карфагенський бог рослинної родючості та відновлення всіх енергій.
- Баалшамін — верховний небесний бог Пальміри, храм якого був зруйнований 23 серпня 2015 року терористами ІДІЛ. Його атрибутами були орел і блискавка. Член тріумвірату божеств разом з Агліболом[en] і Малакбелем[en][7].
- Баал-зефон[en] — альтернативна форма бога Баал-Хадада як володаря гори Зефон.
- Бел[en] або Бол[8] — головний бог Пальміри. Його храм був зруйнований 30 серпня 2015 року терористами ІДІЛ[9].
- Кімош — бог війни та руйнувань, верховний бог моавитян та аммонітів, можливо, один із синів Еля.
- Дагон — бог врожаю та зерна, батько Баал-Хадада.
- Ель — також називають Іль або Іліон[en] («Найвищий»), бог творець, чоловік Ашери[10].
- Ешмун — бог лікування.
- Гад[en] — бог удачі.
- Горон — бог співправитель підземного світу, брат-близнюк Мелькарта, син Мота. Стародавнє місто Бетгорон в Ізраїлі було названо на честь Горона.
- Ішара[en] — богиня присяги й дружина Дагона.
- Ішат — богиня вогню, дружина Молоха, було вбита Анат.
- Котарат[en] — сім богинь шлюбу та вагітності.
- Котар-ва-Хасіс — бог ремесел та майстерності, створив зброю для Баал-Хадада: бойові булави «Кермувач» та «Переслідувач».
- Лілурі — богиня гір, дружина бога Манузі. Їм обом приносили в жертву биків.
- Лотан[en] — скручений, «той, що звивається», семиголовий змій, союзник Яма.
- Малакбел[en] — бог сонця, рослинності, добробуту, янгол Бела[en] та брат Аглібола[en]. Є одним з трьох богів Пальміри разом із Агліболом[en] та Баалшаміном.
- Манузі — бог погоди, чоловік Лілурі. Їм обом приносили в жертву биків.
- Маркод — бог танцю.
- Мелькарт — «король міста», бог Тіру, бог підземного світу та рослинного циклу в Тірі, брат близнюк Горона та син Мота.
- Мілком[en] — верховний бог аммонітян.
- Місор — брат близнюк Сидика[en].
- Молох — можливо, бог вогню, чоловік Ішат[11].
- Мот або Мават — бог смерті, йому не поклонялися й не підносили жертв.
- Ніккал[en] — богиня садів і фруктів.
- Підрай — богиня світла, одна з трьох дочок Баал-Хадада[12].

- Кадеш[en] (буквально «Свята») — вважається богинею любові, бажання та похототі. Одне з імен Ашери.
- Решеф — бог чуми та зцілення.
- Шадрафа — бог медицини та зцілення.
- Шахар та Шалем — гірські боги-близнюки світанку та заходу сонця відповідно. Шалем був пов’язаний з потойбічним світом і умиротворенням[13].
- Шамаїм[en] (буквально «Небеса») — бог небесного світу, існує в парі з Ерецем («Земля»).
- Шапаш (також перекладають «Шапшу») — богиня сонця, інколи ототожнюється з месопотамським богом сонця Шамашем (Уту)[14]. Деякі дослідники вважають Шамаш богинею[15].
- Сидик[en] — бог праведності та справедливості, інколи асоціюється з Місором та пов'язується з планетою Юпітер[16][17].
- Таллай — богиня зими, снігу, холоду та роси, одна з трьох дочок Баал-Хадада[18].
- Ям (буквально «море-річка») — бог моря та річки, також має ім'я «Суддя Нахар» (суддя річки)[19].
- Ярхібол[en] — сонячний бог та «повелитель весни». Є одним з трьох богів Пальміри разом із Агліболом[en] та Белом[en].
- Яріх — бог місяця та чоловік Ніккал[en], колишній чоловік богині сонця Шапаш.

### Загробні вірування та культ померлих
Ханаанці вірили, що після фізичної смерті «npš» (зазвичай перекладається як «душа») покидає тіло та відходить до потойбічного світу — землі Мота (Смерть). Мерців ховали разом із похоронним крамом: в могили клали їжу та напої, щоб померлі з того світу не турбували живих. Померлих родичів шанували та іноді просили про допомогу.

### Космологія
Жодна з глиняних табличок, що були знайдені в 1929 році на розкопках ханаанського міста Угарит, не розкрила космологію релігії стародавніх жителів міста. Основну інформацію щодо цього питання дав значно пізніший фінікійський текст Філона Біблського  (бл. 64–141 рр. н.е.). Слід зауважити, що Філон Біблський написав свій текст через величезний проміжок часу після зникнення стародавньої ханаанської релігії та після значного багаторічного грецького та римського впливу в регіоні.
Філон Біблський писав, що він отримав інформацію щодо пантеону богів Угариту від Санхуніатона. Пантеон був відомий як Елогім («діти Еля»). Творця звали Еліоном, він був батьком усіх божеств. У грецьких джерелах повідомлялося, що він був одружений з Берут (місто Бейрут). Цей шлюб бога з містом має аналогії в Біблії, наприклад, зв'язок між Мелькартом і Тіром; Кімошем і Моав; Таніт і Баал Хамоном у Карфагені, Джа та Єрусалимом.
Союз Еля-Еліона та його дружини Ашери був аналогічним явищем у релігії стародавніх ханаанців, як і шлюб одвічного Кроноса та Реї в грецькій міфології, або римських Сатурна та Опси.
У ханаанській міфології існували гори-близнюки Таргізізі й Тарумагі, які тримають земну твердь над океаном, що оточує землю. Доречі, В. Ф. Олбрайт стверджує, що одне з імен Бога в юдаїзмі Ель-Шаддай походить від семітського кореня, що з'являється в аккадських словах shadû («гора») та shaddā'û або shaddû'a («гірський житель», одна з назв держави Амурру). Філон Біблський стверджував, що Атлас був одним із Елогім, і це чітко вписується в історію Ель-Шаддая як «Бога гори». Гаррієт Луцкі надала докази того, що Шаддай міг бути атрибутом семітської богині: вона вважає, що це порівняння з єврейським šad «груди» в сенсі «одна з грудей». Ідея двох гір, які асоціюються з грудьми Землі, досить добре вписується в ханаанську міфологію та є поширеною (наприклад, гора Гореб та Синай в Біблії). Зараз важко визначити, чий саме культурний вплив був найбільшим на Філона Біблського при написанні його твору — римський, грецький чи єврейський.

### Міфологія
У Циклі про Ваала оповідається, як бог Ям намагається підкорити своїй волі бога Баал-Хадада. Останній перемагає Яма, використовуючи магічну зброю, дві бойові булави («Кермувач» та «Переслідувач»), зроблені для нього Котар-ва-Хасісом. Згодом, за допомогою Ашери та Анат, Ваал вмовляє Еля дозволити йому побудувати свій палац. Ель схвалює прохання й Котар-ва-Хасіс будує палац. Після побудови палацу Ваал видає громовий рев із вікна й кидає виклик Моту. Мот заходить в палац через вікно та ковтає Ваала, відправляючи його в підземний світ. Через те, що Ваал був відповідальним за дощ,  за його відсутності настає страшна посуха. Інші божества збентежені тим, що Ваала забрали в підземний світ, особливо Ель та Анат. Остання йде в підземне царство, нападає на Мота з ножем, роздирає його на шматки та розкидає їх по всій землі. Після загибелі Мота Ваал повертається та проливає на землю дощ.

### Релігійні практики
Археологічні дослідження в палестинському селі Тел-ес-Сафі виявили залишки домашніх тварин (ослів, овець та кіз) часів ранньої бронзи (близько 2900-ті роки до н.е.), які були завезені з Єгипту для жертвопринесення. Одну із жертовних тварин, цілого осла, знайшли під фундаментом будівлі. Вчені вважають, що це була спеціальна жертва, закладена на вдачу перед будівництвом житлового будинку.
Зараз видається практично неможливим відтворити чітку картину ханаанських релігійних практик. Хоча жертвоприношення дітей було відоме народам, які проживали поряд із стародавніми ханаанцями, в стародавніх фінікійських або класичних текстах про таку практику серед них немає жодної інформації. Біблійна репрезентація ханаанської релігії завжди негативна.
Ханаанська релігійна практика ставила в обов'язок дітям піклуватися про своїх батьків, сини несли відповідальність за їхнє поховання та догляд за могилами.
Ханаанським божествам, наприклад Ваалу, ставили ідоли, які розміщували в святинях, часто на вершинах пагорбів, оточених гаями дерев. Це практика описується та засуджується в єврейській Біблії, зокрема в Книзі Осії. Ймовірно, мався на увазі стовп Ашери та інші кам'яні або дерев'яні ідоли.

## Історія

### Ханаанці
Населення Леванту називало цю землю «ка-на-на-ум» ще в середині третього тисячоліття до н.е.. Існує ціла низка варіантів походження цього слова.
Аккадське слово «kinahhu» означало пофарбовану у фіолетовий колір шерсть, яка протягом тривалого історичного часу була ключовим експортним товаром регіону. Коли пізніше греки торгували з ханаанцями, вони називали їх «феніками» або «фінікійцями». Ця назва може походити від грецького слова «фенікс» («фοίνιξ»), що означає малиновий або фіолетовий колір, очевидно, тканини, за якою приїздили греки. Римляни переклали «фοίνιξ» як «poenus» («пуніс»), таким чином назвавши нащадків ханаанських поселенців у Карфагені «пунічними».
Хоча терміни «фінікійський» та «ханаанський» відносяться до однієї й тієї ж культури, археологи та історики зазвичай називають жителів Леванту бронзової доби (до 1200 р.р. до н.е.) «ханаанці», а їхніх нащадків залізної доби, особливо тих, хто мешкав на узбережжі — «фінікійці». Останнім часом термін «ханаанський» застосовується також для держав залізної доби, які не були під владою арамеїв: філістимлян, Ізраїлю та Юдеї.

### Вплив
Ханаанська релігія зазнала сильного впливу більш могутніх та чисельних сусідніх народів. Проглядається чіткий вплив месопотамської та єгипетської релігійних практик. Як і в інших віруваннях стародавнього Близького Сходу, ханаанські релігійні практики були політеїстичними. У сім'ях шанували померлих у вигляді домашніх богів і богинь, визнаючи при цьому існування інших божеств, Елогім, таких як Ваал та Ель, Ашера та Астарта. Царі також відігравали важливу релігійну роль. У деяких церемоніях, наприклад ієрогамії під час святкування Нового року, царі могли шануватися як боги. «У центрі стародавньої ханаанської релігії стояла королівська турбота про релігійну та політичну легітимність і нав'язування божественно встановленої правової структури, а також селянський мотив родючості сільськогосподарських культур, отар худоби та збільшення народжуваності серед власного народу».

## Контакти з іншими землями
На формування стародавньої ханаанської релігії значно вплинуло географічне положення країни. Через те, що Ханаан знаходився між Єгиптом та Месопотамією, їхні релігії мали величезний вплив на ханаанські вірування. Наприклад, у період правління гіксосів в Єгипті, Ваал став асоціюватися з єгипетським богом Сетом і вважався ідентичним Сету в його формі «Сутех». На тогочасних зображеннях Ваал мав корону Нижнього Єгипту та завжди був у специфічній єгипетській позі, коли одна нога поставлена перед іншою. Подібним чином Атірат (відома під пізнішим івритським ім'ям Ашера), Аттарт (відома під пізнішим грецьким ім'ям Астарта) та Анат відтепер зображувалися в єгипетських перуках типу хатхор.
Жан Боттеро висловив припущення, що за часів Аккадської імперії бог «Я» («Ya») з Ебли (можливий попередник Яма) ототожнювався з месопотамським богом Енкі. У період середньої та пізньої бронзової доби існував сильний хуритський та мітаннійський вплив на ханаанську релігію. Хуритській богині Гепат поклонялися в Єрусалимі, а Ваала вважали рівнозначним хуритському та хетському богу шторму Тешубу. Ханаанські божества були майже ідентичними за формою та функцією богам своїх східних сусідів арамеїв. А Баал-Хадада та Еля можна розпізнати серед богів амореїв, які наприкінці ранньої бронзової доби вторглися в Месопотамію .
Фінікійські моряки перенесли свої вірування на захід. Ханаанські релігійні впливи можна побачити в грецькій міфології, зокрема в поділі божественних функцій між трьома олімпійцями Зевсом, Посейдоном та Аїдом, що є віддзеркаленням поділу влади між Ваалом, Ямом і Мотом. Також в історії про 12 подвигів Геркулеса простежується історія про тирського Мелькарта, якого часто ототожнюють з Гераклом.

### Літературні джерела

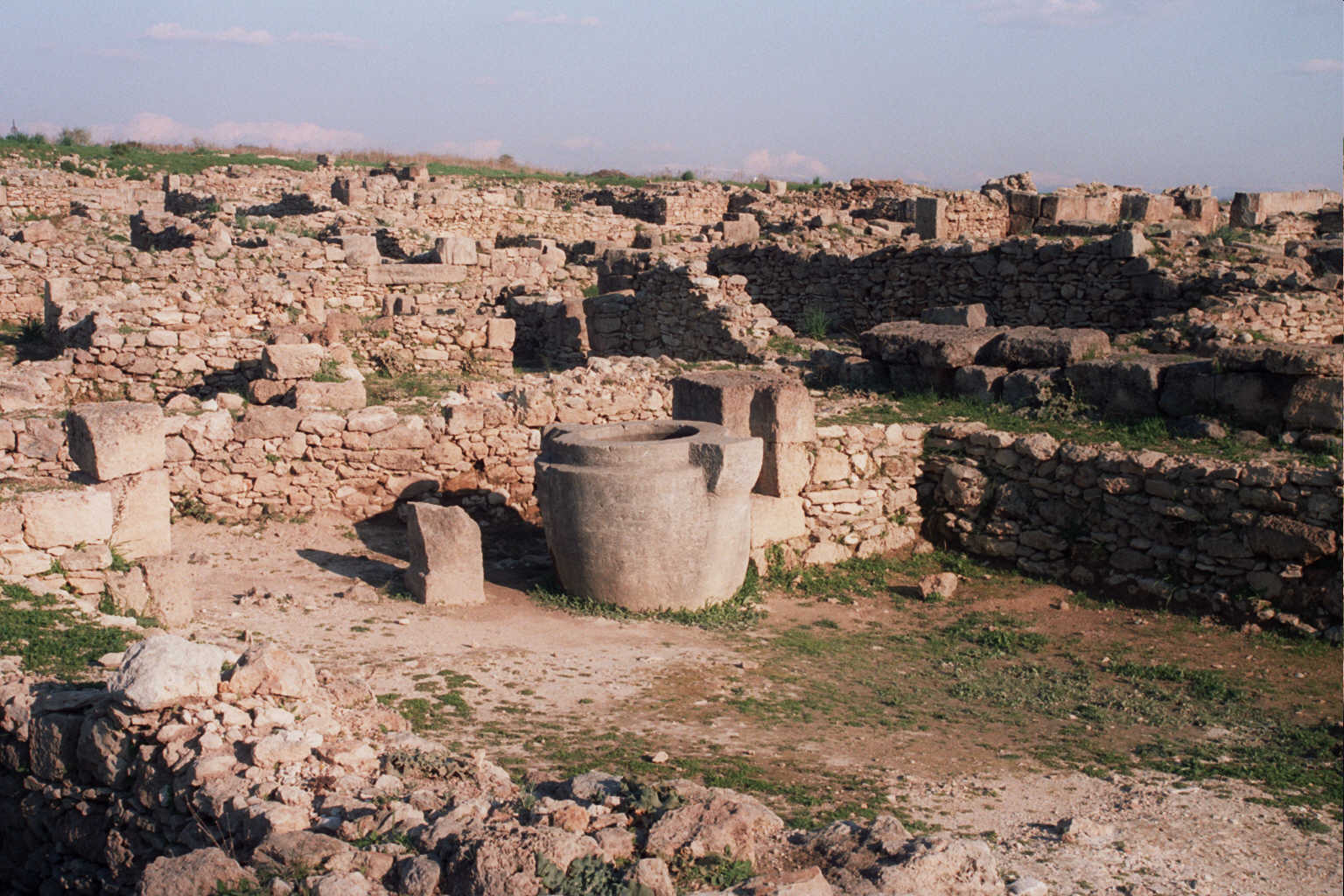
Руїни розкопаного міста Рас-Шамра або Угариту

Оскільки збереглося мало записів про ханаанську релігію, сучасні вчені мало знали про неї, поки в 1929 році Клод Шефер не розпочав розкопки в Рас-Шамрі в Північній Сирії (Угарит), і знайшов архів бронзової доби з глиняних табличок, написаних алфавітним клинописом. Папірус у той час був найбільш зручним та поширеним матеріалом для письма, але якщо в Єгипті папірус може зберігатися століттями в надзвичайно сухому кліматі, ханаанські записи просто розклалися у вологому середземноморському кліматі. Саме тому Біблійні розповіді були майже єдиним джерелом інформації про стародавню ханаанську релігію. Ці запис доповнювалися кількома грецькими джерелами: «De Dea Syria» («Сирійська богиня») Лукіана, фрагментами «Фінікійської історії» Філона Біблського (помер в 141 році), а також у працях Дамасція. Зрозумілішою ранню ханаанську релігію зробило недавнє детальне вивчення угаритських матеріалів, інших записів з Леванту, а також архіву Ебла з Тель-Мардіха, розкопаного в 1960 році спільною італо-сирійською командою.
Згідно з «Енциклопедією релігії», тексти Угариту представляють собою частину набагато більшої та масивнішої релігії, яка базувалася на віровченнях Вавилону. Ханаанські книжники, які писали тексти Ваала, навчалися також писати вавилонським клинописом, у тому числі шумерські та аккадські тексти всіх жанрів.

### Археологічні джерела
Археологічні розкопки на території стародавнього Леванту за останні кілька десятиліть дали багато даних щодо релігії древніх ханаанців. Розкопки міста Угарит у Рас-Шамрі в 1928 році та відкриття архіву глиняних клинописних текстів розкрили великий масив нової інформації для науковців.